# Bisaltes fuscomarmoratus
Bisaltes fuscomarmoratus är en skalbaggsart som beskrevs av Stefan von Breuning 1966. Bisaltes fuscomarmoratus ingår i släktet Bisaltes och familjen långhorningar. Inga underarter finns listade.